# Dynasty Warriors (trò chơi điện tử)
Bài viết này là về phiên bản PlayStation, đối với thông tin về sê-i mà nó bắt đầu, xem Dynasty Warriors. Còn về phiên bản PlayStation Portable, xem Dynasty Warriors (trò chơi điện tử 2004).
Dynasty Warriors (三國無双 (Tam Quốc vô song) Sangokumusou) là một trò chơi điện tử thuộc thể loại đối kháng bằng vũ khí do hãng Koei đồng phát triển và phát hành cho hệ máy PlayStation vào năm 1997. Không giống như những phiên bản sau này trong dòng game đều theo dạng hack and slash (hành động chặt chém), Dynasty Warriors là một game đối kháng kiểu như "một đấu một". Ngoài ra nó còn được đáp ứng với sự đón nhận tích cực sau khi phát hành, như Game Rankings đã chấm cho game số điểm 78,14%.

## Lối chơi
Hệ thống chiến đấu trong Dynasty Warriors khá là phức tạp. Tất cả pha chiến đấu đều dựa vào vũ khí tương tự như dòng game Soulcalibur. Mục tiêu của người chơi là phải đỡ những đòn đánh của đối phương với thời gian và công nhận đáng kể, để làm sao khiến cho đối phương dễ bị tấn công. Các màn đấu đều vào buổi sáng, buổi trưa và buổi tối.

## Tên gọi
Tại Nhật Bản, trò chơi được phát hành với tên gọi Sangokumusou. Với các phần tiếp theo của dòng game này như một sự đổi hướng trong thể loại và phong cách từ phiên bản Dynasty Warriors nguyên gốc, mà ở Nhật nó được đổi tên thành Shin Sangokumusou. Ở châu Âu và Bắc Mỹ, trò chơi được phát hành với tên gọi Dynasty Warriors 2, dẫn đến sự khác biệt trong số tựa game.

## Nhân vật
Dynasty Warriors có tất cả vỏn vẹn là 16 nhân vật (10 nhân vật sẵn có và 6 nhân vật ẩn). Những nhân vật này chủ yếu là những nhân vật lịch sử từ thời kỳ Tam Quốc của Trung Quốc, mặc dù hai nhân vật Nobunaga và Toukichi là những nhân vật đến từ thời kỳ Chiến Quốc của Nhật Bản; hai trong số họ chỉ xuất hiện trong phiên bản đầu tiên và tựa game Samurai Warriors của Koei. Không giống như các phiên bản trong tương lai, các nhân vật không được nhóm lại thành các phe phái; mỗi cá nhân đều có những ô trống tương tự như hầu hết các tựa game đối kháng. 
| Thục (Shu)                  | Ngụy (Wei)              | Ngô (Wu)                           | Khác (Other)            |
| --------------------------- | ----------------------- | ---------------------------------- | ----------------------- |
| Quan Vũ (Guan Yu)           | Tào Tháo (Cao Cao)      | Lục Tốn (Lu Xun)                   | Điêu Thuyền (Diao Chan) |
| Trương Phi (Zhang Fei)      | Điển Vi (Dian Wei)      | Tôn Thượng Hương (Sun Shang Xiang) | Lã Bố (Lu Bu)           |
| Triệu Vân (Zhao Yun)        | Hạ Hầu Đôn (Xiahou Dun) | Thái Sử Từ (Taishi Ci)             | Nobunaga                |
| Gia Cát Lượng (Zhuge Liang) | Hứa Chử (Xu Zhu)        | Chu Du (Zhou Yu)                   | Toukichi                |

Những nhân vật mở đầu bao gồm Điển Vi, Điêu Thuyền, Quan Vũ, Lục Tốn, Thái Sử Từ, Hạ Hầu Đôn, Hứa Chử, Trương Phi, Triệu Vân và Chu Du.